# Nordenstamia
Nordenstamia es un género de plantas herbáceas perteneciente a la familia de las asteráceas. Comprende 15 especies descritas y  aceptadas.

## Taxonomía
El género fue descrito por  Roger Lundin y publicado en Compositae Newsletter 44: 15–16, f. 1. 2006.

## Especies aceptadas
A continuación se brinda un listado de las especies del género Nordenstamia aceptadas hasta agosto de 2012, ordenadas alfabéticamente. Para cada una se indica el nombre binomial seguido del autor, abreviado según las convenciones y usos.
- Nordenstamia cajamarcensis (H.Rob. & Cuatrec.) B.Nord.
- Nordenstamia carpishensis (Cuatrec.) B.Nord.
- Nordenstamia fabrisii (Cabrera) B.Nord.
- Nordenstamia huanucona (Cuatrec.) B.Nord.
- Nordenstamia juninensis (H.Rob. & Cuatrec.) B.Nord.
- Nordenstamia kingii (H.Rob. & Cuatrec.) B.Nord.
- Nordenstamia limonensis (B.Nord.) B.Nord.
- Nordenstamia longistyla (Greenm. & Cuatrec.) B.Nord.
- Nordenstamia pascoensis (H.Beltrán & H.Rob.) B.Nord.
- Nordenstamia repanda (Wedd.) Lundin
- Nordenstamia rimachiana (Cuatrec.) B.Nord.
- Nordenstamia stellatopilosa (Greenm. & Cuatrec.) B.Nord.
- Nordenstamia tovarii (H.Rob. & Cuatrec.) B.Nord.
- Nordenstamia tuestae (Cuatrec.) B.Nord.
- Nordenstamia woytkowskii (Cuatrec.) B.Nord.